# 種村直樹
種村 直樹（たねむら なおき、1936年3月7日 - 2014年11月6日）は、日本の作家、随筆家、評論家。滋賀県大津市出身。
もとは毎日新聞社の記者だったが、1973年に鉄道に関連する記事執筆を専業とするフリーのライターとなり、レイルウェイ・ライターと称して鉄道に関するルポルタージュ、時事評論、紀行文、推理小説などを数多く発表した。

## 略歴
滋賀県立大津東高等学校（現在の滋賀県立膳所高等学校）、京都大学法学部卒業。
毎日新聞社の国鉄担当記者であった1972年に、その豊富な鉄道知識と新聞記者としての取材、執筆能力から、当時の『鉄道ジャーナル』編集長の竹島紀元に抜擢され、「列車追跡」など同誌のメインとなる特集記事を執筆するようになったほか、連載コラムも持つようになる。フリーとして独立後は、「社会派」を標榜する『鉄道ジャーナル』に、東北新幹線や青函トンネルの開業、日本国有鉄道の終焉とJRの発足や、瀬戸大橋・青函トンネルの建設といった、時代の節目となった出来事のルポを多数執筆。その時代の鉄道の記録を残している。
国鉄の労使双方に交友関係を持ち、特異な記事を執筆していたという評価もある。国鉄分割民営化をめぐっては、基本的に反対の姿勢を取り、国鉄労働組合に好意的な態度を取った。一方で経営側を批判するよりも、国鉄による自主再建を期待する発言をしていた。こうした種村の態度は「公平」という評価がある一方、分割民営化賛成・反対論者の双方からの批判もあった。
乗車券などの規則に詳しく、また、鉄道の旅を単なる手段ではなく、鉄道旅行自体をさまざまな手法で楽しむことができるということを広めるなど、鉄道ファンや鉄道旅行愛好者向けの著作も多く、その守備範囲は鉄道に関する広い分野に及んだ。
2000年にはクモ膜下出血を発病し入院したが、退院後の体調は順調に回復していた。入院の際に不摂生だった生活を改善し、「ヤニーズ」を標榜するほどのヘビースモーカーだったが退院後は禁煙し、旅行先から病院に電話して検査結果を問い合わせるほど健康に気を遣うようになった。だがクモ膜下出血の後遺症も災いし、退院後の文章は精彩を欠いていることを『鉄道ジャーナル』の「レイルウェイ・レビュー」で認めている。体力的な都合もあって同誌でのハードな取材はなくなり、「○○の駅百選」に選ばれた駅や民鉄などのローカル線を訪問するなど、ゆとりのある旅の記事が中心となっていた。
『鉄道ジャーナル』誌2006年3月号において、1973年7月号から続いていた「鉄道記事ざっくばらん」欄の執筆者（曲）が種村であることを公表した。またこの欄は2006年1月号以降、以前から記名（これも連載開始当初は（直）としていた）となっていた「レイルウェイ・レビュー」欄および「DIARY」欄とともに見開き2ページにまとめ、「Railway Writer's COLUMN」とされた。しかし、『鉄道ジャーナル』誌におけるこれら3編の連載も2006年7月号（通巻477号）をもって休載（事実上の終了）となった。最後の「レイルウェイ・レビュー」は「『レビュー』33年395回の終局－日本の鉄道の変容を見つめて－」とのタイトルで締めくくっているが、同誌の最後では不本意な休載に未練を残している。それ以外の記事執筆は継続したが、『鉄道ジャーナル』誌での掲載は同年10月号をもって終了し、以後は2007年9月発売分から月刊誌に移行した『旅と鉄道』誌に掲載されることになった。
『鉄道ジャーナル』誌での連載コラム終了から1ヶ月後の2006年6月に発売された『旅と鉄道』誌の2006年夏号で、1976年から長期連載していた「種村直樹の汽車旅相談室」も終了した。文末には不本意な「打ち切り」であることを告白しているが、一方で文章に対する批判があることも承知しており、文面では「モノ書き」にとって仕事を奪われたことの悔しさを滲ませている。「日本列島外周気まぐれ列車」については継続掲載する予定であったが、『旅と鉄道』誌が2009年2月号をもって休刊することが決定したため、こちらも同誌での掲載は完結せずに終了することになった。
2014年11月6日、転移性肺がんにより東京都板橋区の病院で死去。78歳没。

## 主な活動と評価

### 気まぐれ列車と汽車旅
特に鉄道に乗り、気が向いた駅で降り、降りた駅の周辺を歩き、温泉や無名な旧跡を回り、再び鉄道へ乗るという「気まぐれ列車」と種村が呼んでいる旅の手法は、古来、鉄道旅行愛好者の間で行われていた旅の手法を種村が活字化し、紹介したものである。
第三次鉄道ブームの到来とともに、鉄道による旅行が見直されたが、その際、このような旅の手法が汽車旅という名前でさまざまな媒体から提示され、ムックが多数発行されるようになった。

### 汽車旅ゲーム
加えて、「汽車旅ゲーム」と種村が呼んでいる旅のスタイルがある。テーマを決めて、何日間も車中泊で列車を乗り継ぎ、日本を縦断する「乗り継ぎ旅」やルールを決めて駅や郵便局、温泉などを巡る「ラリー旅」はその一例である。種村は国鉄時代末期に鉄道線・連絡船・バス線を組み合わせた「最長片道切符の旅」を挙行しているが、これも「汽車旅ゲーム」の延長から発想されたものである。

### 日本列島外周気まぐれ列車
種村のライフワークとして「日本列島外周気まぐれ列車」がある。日本列島の海岸線にそって、なるべく陸路の公共交通機関を使用しながら(公共交通機関がないときはタクシーや徒歩も含む)反時計回りに一周するという企画であった。1980年6月に東京都中央区日本橋を出発。年に2～4回、1回につき約5日間の旅程で2009年6月6日に出発地の日本橋に戻り、完結した。
旅の模様は雑誌『旅と鉄道』誌上に休刊まで連載していた。同誌の休刊後は、2010年に枻出版社発行のムック『鉄道ひとり旅ふたり旅』において連載を再開した が、同誌も休刊したため、種村自身による連載は未完となった。

### 旅行貯金
郵便局で貯金をし、通帳では本来空欄となる支払高の欄に、郵便局名のゴム印を押してもらい収集する旅行貯金という郵便貯金愛好家の中で行われていた趣味を著作で紹介、実践したことでも知られる。

### その他の活動
ラジオのディスクジョッキーや朗読を吹き込んだレコード、セルビデオの監修など、鉄道以外にも様々な分野で活躍している。1981年には、CBCラジオで1年間、『ばつぐんジョッキー』金曜日のパーソナリティを担当。その際、CBCのスタジオのある名古屋へは、毎週違ったルートで入ることを宣言していた。1987年3月31日、国鉄分割民営化を前にした「国鉄最後の日」には、24時間に渡って滋賀県・米原駅に滞在。その模様を「鉄道ジャーナル」誌にルポルタージュ記事を掲載したほか、TBSラジオで生放送された、JRN報道特別番組に電話出演した。国鉄末期からは大須賀敏明と推理小説を執筆した。『秋山郷発 謀殺列車』が最後の刊行であった。

## 特徴
種村の執筆スタイルや文体は、他者の文章と比べると様々な点で「独特」である。このことが賛否両論の意見を生み出す結果となっている。

### ファンクラブと手紙
第一に、強固な読者層を持つ。元々は自らの書籍で乗車券制度に関する質問を手紙で受け付けたことに端を発する。この質問の手紙を見た種村の友人が読者の会を構成することを提案し、本人が同意したため「種村直樹レイルウェイ・ライター友の会（Train Travel Talk Tanemura、通称TTTT）」と称する一種のファンクラブ組織が創設された。種村はこのファンクラブをフルに活用して書籍を執筆している。特に「汽車旅ゲーム」は会員が中心となって企画を立て参加し、その様子を種村が書籍化するというスタイルが取られた。
また、読者からの手紙・質問にはほとんど返答を出すことでも知られる。ただ独自の封筒と便箋に直筆でなされる返答が、昔の新聞記者独特の大変な悪筆であり、自らの著作で「読者に出した手紙が読めないという苦情をもらうことがある。」 と自分で紹介しているほどである。

### 作風・表現技法
自著の中で、学生時代の列車愛称板窃盗事件（現行犯逮捕されたが不起訴）や小学生時代の切符売上金の窃盗、取材中の遭難騒動、家族も含めたプライベートを正直に告白するという一面もあり、このスタイルも賛否両論である。
また、自著の中では「もそもそ」「ぞっとしない」「よろしくない」「知るところではない」「由（よし）」「〜しておく」「○○氏（窓口氏、改札氏など）」「ビの字」といった、古い定型句が多く登場する。こうした戦前生まれ特有の言い回しも、鉄道ファンの間では支持する者と批判的な者とに意見が分かれる。これは種村と同じように鉄道旅行を書籍化し、種村との親交も深かった宮脇俊三の著作が、比較的誰にでも親しまれているのとは異なる。

### SiGnal
種村直樹の親族とその友人によって2004年2月2日に創業された「SiGnal」と称する出版社が存在していた。この出版社は自費出版なども扱うことになっていたが、2018年時点での事業は種村の復刻本を出版すること、自社で買い上げた種村の絶版本を格安で販売すること、「外周新報」と称する『日本列島外周気まぐれ列車』に関するミニコミ誌を発行することであった。その他、ゲームの監修なども行っていた。

## 年表
- 1953年（昭和28年）3月 - 滋賀県立大津東高等学校卒業。
- 1954年（昭和29年）4月 - 京都大学法学部入学。
- 1959年（昭和34年）
  - 3月 - 京都大学法学部卒業。
  - 4月 - 毎日新聞社入社。高松支局・大阪本社・中部本社を経て東京本社の国鉄担当となり、記者クラブ（ときわクラブ）に所属。
- 1973年（昭和48年）4月 - 毎日新聞社を退社、「レイルウェイ・ライター」と称するフリーライターとなる。
- 1979年（昭和54年）8月 - 盛線（現在の三陸鉄道リアス線）盛駅で日本国有鉄道全線完全乗車達成。
- 1981年（昭和56年）4月 - 中部日本放送でラジオ番組『ばつぐんジョッキー』のパーソナリティを担当。
- 1983年（昭和58年）3月 - 加悦鉄道（1985年に廃線）加悦駅で日本の鉄道全線完全乗車達成。
- 1997年（平成9年）12月から1998年（平成10年）11月まで - 運輸技術審議会鉄道部会特別委員
- 2000年（平成12年）
  - 11月下旬 - クモ膜下出血で危篤、手術入院し、翌年退院[5]。
  - 12月 - 第47回交通文化賞受賞。
- 2001年（平成13年）4月 - 次世代地下鉄システム研究委員就任。
- 2003年（平成15年）5月 - メトロ文化財団評議員就任。
- 2005年（平成17年）12月 - 横浜市営地下鉄路線愛称検討部会委員就任。
- 2006年（平成18年）
  - 5月 - 『鉄道ジャーナル』のコラムが事実上の連載終了（公的には休載扱い）。
  - 6月 - 『旅と鉄道』の「種村直樹の汽車旅相談室」連載終了。
- 2007年（平成19年）8月 - 『鉄道ジャーナル』での掲載記事終了、以後の掲載記事は『旅と鉄道』のみとなる。
- 2009年（平成21年）
  - 1月 - 『旅と鉄道』の休刊に伴い、同誌での掲載記事の連載が終了。
  - 6月 - 『日本列島外周気まぐれ列車』の旅、完結。
- 2010年（平成22年）
  - 7月 - 成田スカイアクセスの乗り歩きに旧ファンクラブのイベントで参加。公に姿を見せた最後の一般的旧ファンクラブイベントとなる。
  - 12月 - 脳出血で倒れ、療養生活に入る。
- 2014年（平成26年）11月6日 - 転移性肺がんのため死去。戒名は「宏鐵院旅遠直鑑居士」。

## 連載掲載誌
- 鉄道ジャーナル（鉄道ジャーナル社、2007年10月号まで）
- 旅と鉄道（鉄道ジャーナル社、2009年2月号（休刊号）まで）
- 東京新聞（コラム「駅の旅」、のちに書籍化）
- 日本経済新聞（水曜日夕刊、コラム「急行列車は終着駅へ」、2008年4月 - ）

## 作品リスト
出版社別、順不同。

### 実業之日本社
- 種村直樹の周遊券の旅
- 旅のABC
- 気まぐれ列車で出発進行
- 気まぐれ列車の時刻表
- 気まぐれ列車は各駅停車
- 気まぐれ列車にご招待
- 気まぐれ列車と途中下車
- 気まぐれ列車も大増発
- 気まぐれ列車や汽車旅ゲーム
- 気まぐれ列車が大活躍
- 気まぐれ列車だ僕の旅 九州・南西諸島渡り鳥
- 気まぐれ列車で行こう 瀬戸内・四国スローにお遍路
- 種村直樹の汽車旅事典
- 日本の鉄道なるほど事典
- 種村直樹の汽車旅相談室
- 種村直樹の汽車旅相談室Part3
- さよなら国鉄最長片道きっぷの旅
- ブルーガイドブック：美ガ原・霧ケ峰・蓼科
- ブルーガイドブック：四国

### 創隆社
- 乗ったで降りたで完乗列車
- きしゃ記者汽車
- どんじり駅への長い旅
- 種村直樹の汽車旅日誌1982・1983
- 種村直樹の続・汽車旅日誌1984・1985
- 貴婦人C571の軌跡
- 汽車旅日本列島

### JTBパブリッシング（日本交通公社出版事業局時代のものも含む）
- 鉄道旅行術
- 新版 鉄道旅行術
- 最新 鉄道旅行術
- 地下鉄物語
- 新・地下鉄ものがたり
- ブルー・トレイン全ガイド
- 汽車旅十五題
- 鈍行列車の旅
- ローカル線の旅
- 鈍行急行記者の旅
- 遥かなる汽車旅
- 快速特急記者の旅
- 準急特快記者の旅 レイルウェイ・ライターの本

### 徳間書店
- 日本縦断鈍行最終列車
- 日本国有鉄道最後の事件
- JR最初の事件
- JR瀬戸大橋線の危機
- トンネル駅連続怪死事件
- JR「ガーラ湯沢」新雪事件
- そばづくし汽車の旅
- 軽井沢・奥大井連続怪死事件
- 「青春18きっぷ」の旅
- 「青春18きっぷ」の旅2
- 「幻の駅」不在証明の謎
- 日本縦断「郵便貯金」の旅
- 秋山郷発 謀殺列車
- ユーラシア大陸飲み継ぎ紀行
- 駅前温泉汽車の旅PART1
- 駅前温泉汽車の旅PART2
- 「銀づくし」乗り継ぎ旅
- 日本縦断JRウオッチング
- 日本縦断JR10周年の旅
- 史上最大の乗り継ぎ旅
- 日本縦断朝やけ乗り継ぎ列車

### 中央書院
- 鉄道を書く 種村直樹自選作品集（1巻から5巻まで）
- アメリカ大陸乗り歩き
- 日本あちこち乗り歩き
- バス旅 春夏秋冬
- レールウェイレビュー 国鉄激動の15年
- 汽車旅ベストコース
- ぶらり全国乗り歩き
- 新顔鉄道乗り歩き

### 自由国民社
- 気まぐれ郵便貯金の旅
- 新版 種村直樹の汽車旅相談室
- 種村直樹の新汽車旅相談室汽車旅の基礎と運賃・料金篇
- 種村直樹の新汽車旅相談室 トクトクきっぷ篇
- 種村直樹の新汽車旅相談室 変更・トラブル・雑学篇
- 駅の旅その1
- 駅の旅その2
- 鉄道旅行術

### SiGnal
- きしゃ汽車記者の30年―レイルウェイ・ライター種村直樹の軌跡―（当時は準備会）
- 「青春18きっぷ」の旅 傑作選 (SiGnal)
- JR新時代の軌跡―〈北斗星〉から〈はやて〉まで―
- 北海道気まぐれ列車 (SiGnal)
- 韓国気まぐれ列車 (SiGnal)
- 追憶の夜行列車 (SiGnal)
- 郷愁の鈍行列車 (SiGnal)
- 悠久の急行列車 国鉄編 (SiGnal)
- バスと歩きと離島航路－495日目のゴール－

### その他の出版社
- パイロット・鉄道マンへの道（ポプラ社、鍛治壮一と共著）
- 鉄道なんでも入門（小学館、1976年）
- 東京ステーションホテル物語（1995年10月集英社、のち集英社文庫）ISBN 9784087811162
- みんなで乗ろう 鉄道名人（集英社、マンガでマスター／子ども名人シリーズ）
- 長浜鉄道記念館（東京創元社、鮎川哲也と十三の謎第10巻、のち文庫化）
- 〈あさぎり〉秋田構造線（東京創元社、創元クライム・クラブ第8回配本）
- 終着駅の旅（講談社）
- ミニ周遊券とお寺の旅（講談社）
- 気まぐれ列車で出発進行（講談社、文庫）
- 乗ったで降りたで完乗列車（講談社、文庫）
- 時刻表から旅立つ（サンケイ出版）
- 駅前旅館ざっくばらん（サンケイ出版）
- 新・国鉄2万キロの旅（廣済堂出版）
- おもしろ駅図鑑1東日本（保育社）
- おもしろ駅図鑑2西日本（保育社）
- バスと歩きと離島航路 種村直樹「日本列島外周気まぐれ列車」の200日（外周200日記念誌刊行会）
- バスと歩きと離島航路(2) 種村直樹「日本列島外周気まぐれ列車」の300日（外周300日記念誌刊行会）
- 旅のついでに五千（石）局（同上）
- 日本縦断「ローカル列車」を乗りこなす（青春出版社）
- 国鉄・JR鉄道廃線カタログ（新人物往来社）
- バスジャパンハンドブックシリーズ（BJエディターズ）に紀行文寄稿
- 栄光の国鉄 花の名特急が走る（ダイヤモンド社）
- 時刻表の旅（中央公論社、新書、1979年）
- 気まぐれバス旅出発進行－バスに乗ろうよ－[14]

## 関連施設
- 津軽鉄道線津軽飯詰駅…2021年11月より種村の蔵書3200冊、個人事務所の看板や愛用の机などが寄贈され、無人化以降閉鎖されていた駅舎の事務室と宿直室を改装して「レイルウェイ・ライター種村直樹 汽車旅文庫」が開設された（開館は毎月第3日曜日の午前9時半 - 午後3時）[15]。
- 「しばうら鉄道工学ギャラリー」(江東区豊洲)…芝浦工業大学附属中学高等学校の入り口にある鉄道資料展示スペースの一角[16]。(火曜から土曜の毎日、日曜祝日を除く)。著書や遺品が展示されている。
- 長浜鉄道スクエア(滋賀県長浜市)…施設の2階にスクラップブックを中心に遺品が収蔵されているが一般公開はしていない[17]。